# Michałkowice (Branice)
Michałkowice (deutsch Michelsdorf, tschechisch Michálkovice) ist ein Ort in der Landgemeinde Branice (Branitz) im Powiat Głubczycki der Woiwodschaft Opole (Oppeln) in Polen.

## Geographie
Das Angerdorf Michałkowice liegt drei Kilometer nördlich von Branice, 16 Kilometer südlich von Głubczyce (Leobschütz) und 80 Kilometer südlich von Opole (Oppeln) in der Nizina Śląska (Schlesische Tiefebene).
Nachbarorte sind im Nordosten Włodzienin (Bladen), im Osten Jędrychowice (Hennerwitz) und im Südwesten Bliszczyce (Bleischwitz).

## Geschichte

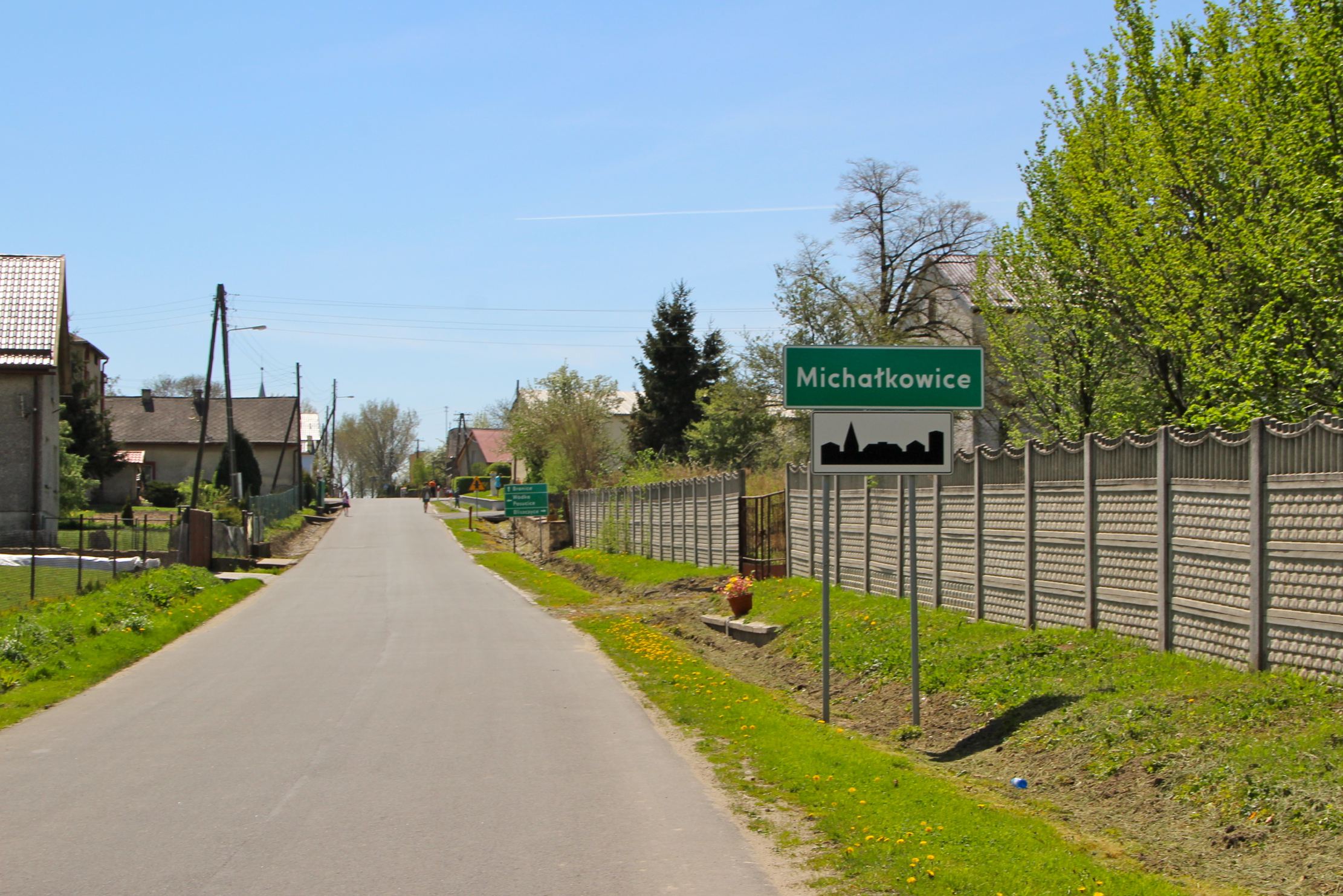
Ortsbild

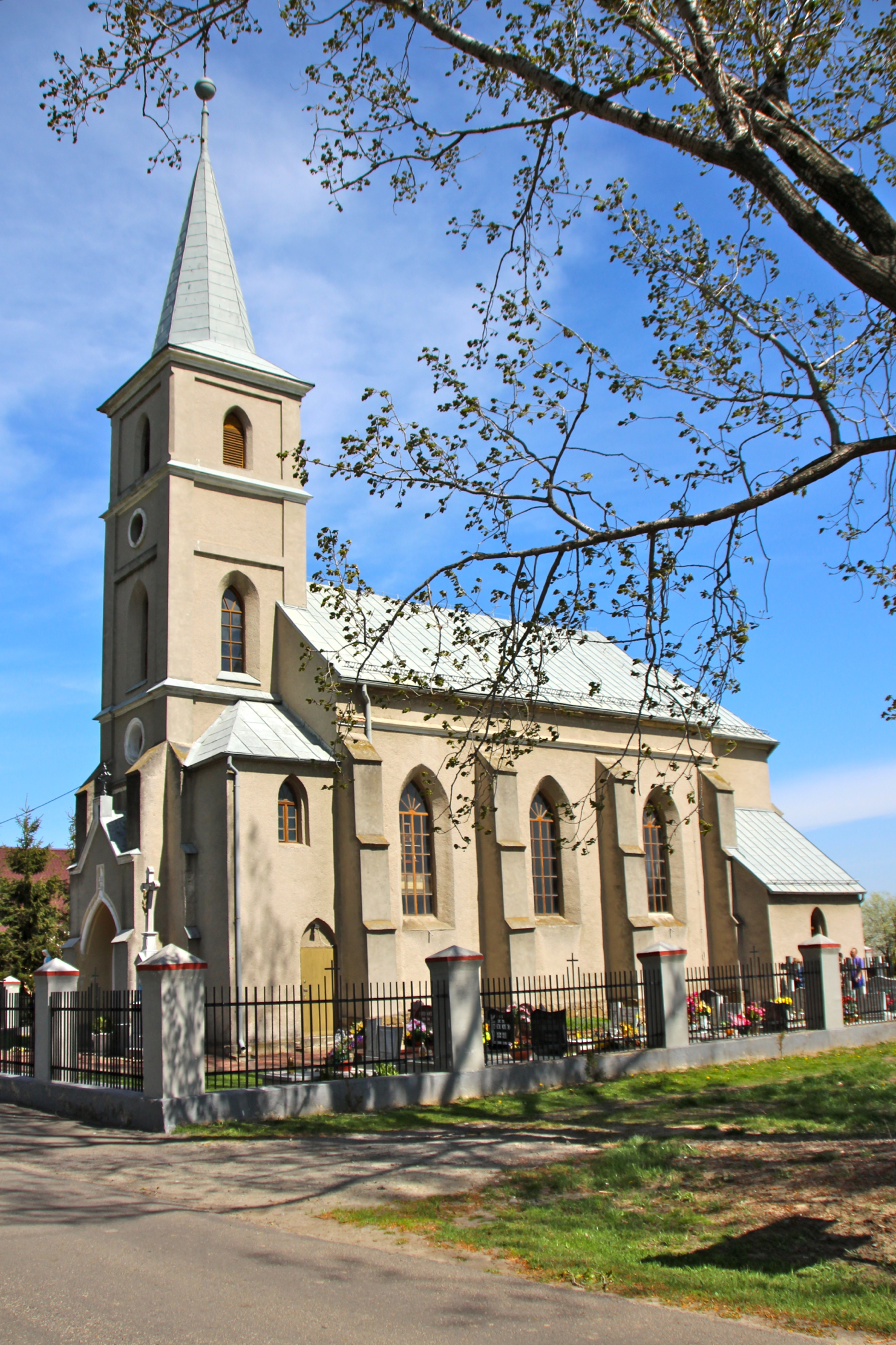
Josefskirche

Michelsdorf wurde vom damaligen Grundherrn Michael von Haugwitz angelegt, der den Ort nach seinem Vornamen benannte. Er hatte 1798 das Gut Skursschütz erworben, auf dem er 20 Kolonistenhäuser und ein Vorwerk erbauen ließ.
Ab 1816 gehörte die Landgemeinde Michelsdorf zum Landkreis Leobschütz, mit dem es bis 1945 verbunden blieb. 1845 bestanden im Dorf ein Vorwerk, eine Brauerei und 26 Häuser. Die Einwohnerzahl betrug damals 145, allesamt katholisch. Für das Jahr 1861 sind 25 Häuslerstellen und eine Windmühle belegt. 1874 wurde der Amtsbezirk Branitz gebildet, dem die Landgemeinden Bleischwitz, Branitz und Michelsdorf und die Gutsbezirke Branitz und Michelsdorf eingegliedert wurden. 1895 wurde Michelsdorf nach Branitz eingemeindet.
Als Folge des Zweiten Weltkriegs fiel Michesdorf 1945 mit dem größten Teil Schlesiens an Polen und wurde in Michałkowice umbenannt. Die einheimische deutsche Bevölkerung wurde, soweit sie nicht vorher geflohen war, weitgehend vertrieben. Die neu angesiedelten Bewohner waren teilweise Zwangsumgesiedelte aus Ostpolen, das an die Sowjetunion gefallen war.
Von 1945 bis 1950 gehörte Michałkowice zur Woiwodschaft Schlesien. Anschließend wurde es der Woiwodschaft Opole zugeteilt. Seit 1999 gehört es zum wiederbegründeten Powiat Głubczycki.

## Sehenswürdigkeiten
- Römisch-katholische Kirche St. Josef (Kościół św. Józefa)
- Steinerne Wegekapelle
- Steinernes Flurkreuz